# Lena Olving

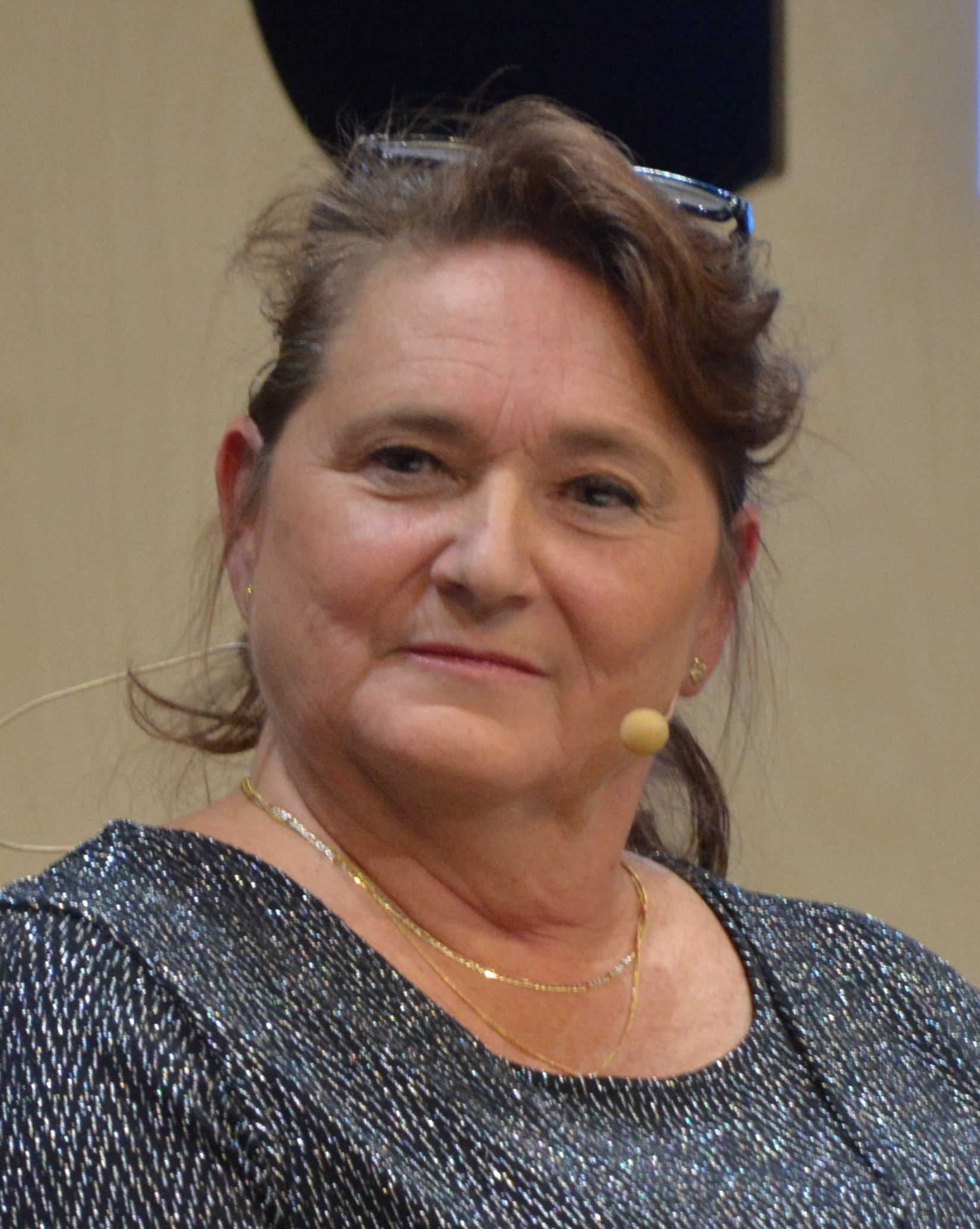
Lena Olving

Lena Olving, född 1956, är en svensk maskiningenjör och direktör.

## Biografi
Lena Olving har en civilingenjörsexamen i maskinteknik vid Chalmers. År 2013 blev hon VD för Micronic Mydata, som sedan dess bytt namn till Mycronic. Hon lämnade posten som VD för Mycronic år 2019 när hon gick i pension. Hon är (2022) aktiv i åtta styrelser varav tre som ordförande och ägnar sig åt något hon kallar för ”Bollplank as a Service”.
Tidigare var Olving sedan den 1 december 2008  vice vd och operativ chef för försvarskoncernen Saab. Innan dess var hon chef för Volvo Personvagnar i Asien. Hon utsågs 2010 av Veckans Affärer till Sveriges mäktigaste kvinna i näringslivet.
Lena Olving var sommarpratare i radioprogrammet Sommar den 10 augusti 2010.

### Familj
Lena Olving är dotter till professor Sven Olving.

## Utmärkelser
- 2006 – Ledamot av Ingenjörsvetenskapsakademien (LIVA, 2006)
- 2018 –  H. M. Konungens medalj i guld av 12:e storleken (Kon:sGM12, 2018) för framstående insatser inom svenskt näringsliv[4]
- 2022 – Gustaf Dalénmedaljen "för sina insatser i svensk och internationell industri"[2]